# Чарльз Ейвісон
Чарльз Ейвісон (англ. Charles Avison, хрещений 16 лютого 1709 – 9 або 10 травня 1770) — англійський композитор барокового і класицистичного періодів. Він служив церковним органістом при Церкві Св. Івана Хрестителя у Ньюкаслі та в Церкві Св. Миколая (пізніше — Собор Ньюкасла). Найбільш відомий своїми «12 Concerto grossi after Scarlatti» та першим у англомовній літературі твором у галузі музичної критики, який називається «Нарис музичної виразности» (англ. Essay on Musical Expression). Ейвісон творив у перехідному від бароко до класицизиму стилі.

## Життя
Син Річарда та Енн Ейвісон, Чарльз, був охрещений 16 лютого 1709 року в Церкві Св. Івана Хрестителя в Ньюкаслі. Згідно з Музичним словником Гроува, він народився також у цьому місті. Він міг здобути освіту в одній з двох благодійних шкіл, які обслуговували парафію Св. Івана. Одні джерела стверджують, що Чарльз був п'ятим з дев'яти дітей, а інші стверджують, що він був сьомим з десяти дітей. Більшість його братів і сестер померли в молодому віці. Його батько був музикантом і, швидше за все, був першим учителем Чарльза. Коли Чарльзу було 12 років, його батько помер, залишивши дружину з принаймні одним і, можливо, двома дітьми. Підліткові та юнацькі роки Ейвісона здебільшого не залишили слідів у документах. Одне джерело говорить, що поїхав до Італії на навчання. Його освіта, можливо, включала учнівство у місцевого купця на ім'я Ральф Дженісон, який був покровителем мистецтв, а пізніше депутатом парламенту.  
Після того, яка Ейвісону виповнилось двадцять, він переїхав до Лондона, щоб продовжити кар'єру музиканта. Саме в цей період він познайомився і вчився разом з Франческо Джемініані. Першим задокументованим музичним виступом Ейвісона став благодійний концерт в Лондоні 20 березня 1734 року. Ейвісон покинув Лондон, коли 13 жовтня 1735 року був призначений органістом в Церкву Св. Івана у Ньюкаслі. Однак це призначення набуло чинності тільки після того, як церква встановила новий орган у червні 1736 року. У жовтні 1736 року Ейвісон обійняв посаду органіста Церкви Св. Миколая, а згодом був призначений директором Музичного товариства Ньюкасла (англ. Newcastle Musical Society). Він залишався на цих двох посадах аж до смерті. Крім того, Ейвісон щотижня давав приватні уроки гри на клавесині, флейті та скрипці. Ейвісон отримував значну частину свого доходу від продажу абонементів на концерти у північно-східному регіоні Англії. Незважаючи на численні пропозиції більш престижних посад, Ейвісон ніколи не покидав Ньюкасла.  
15 січня 1737 року Ейвісон одружився з Кетрін Рейнольдс (англ. Catherine Reynolds). У пари було дев'ять дітей, з яких лише троє — Джейн, Едвард та Чарльз — дожили до повноліття. Після смерті батька (травень 1770) Едвард успадкував як посаду директора Музичного товариства Ньюкасла, так і органіста Церкви Св. Миколая. Згідно з заповітом, Чарльз Ейвісон був заможною людиною, його колекція книг, музичних інструментів та акцій перейшла його дітям. У заповіті Ейвісон зазначив, що він не хоче витрачати багато грошей на поховання, але хоче лежати поруч зі своєю дружиною в Церкві Св. Андрія — там, біля північного притвору, він і був похований.

## Творчість

### Літературні твори
Авісон був сміливим і суперечливим автором. Він не боявся висловлювати ідеї витонченою мовою з неймовірним розумінням музики та почуттям гумору. Однією з цих ідей було те, що він віддавав перевагу Джемініані та Марчелло перед Генделем. Хоч він визнавав геній Генделя, він не боявся його критикувати. Окрім своїх опублікованих нарисів, Ейвісон писав довгі передмови до своїх музичних творів.  
Найвідомішим літературним твором Ейвісона є його «Нарис музичної виразності», вперше опублікований у 1752 році.  Нарис містить три частини. У першій обговорюється вплив музики на характер та емоції, а також порівняння музики з живописом. Ейвісон твердить, що «повний акорд або красива послідовність поодиноких звуків є не менш захопливим для вуха, ніж симетрія або вишукані кольори для очей». Ейвісон також не погоджується з тим, що музика зачіпає всі людські емоції, але стверджує натомість, що музика викликає позитивні емоції та пригнічує негативні.  
Друга частина є критикою відомих композиторів та їхніх стилів. Зокрема, він критикує зосередженість на мелодії при нехтуванні гармонією, а разом з тим нехтування мелодією та фокус тільки на гармонії. Для кожного такого випадку Ейвісон наводить як приклад імена кількох композиторів. Саме в цьому розділі Ейвісон визначає музичну експресію як баланс між мелодією та гармонією, далі заявляючи: «Пісня та Гармонія ніколи не повинні бути залишеними на самоті заради виразності: саме в них є експресія».  
Третя частина містить виклад поглядів Ейвісона на те, як певні інструменти повинні використовуватися в ансамблі, в тому числі при написанні концерту, оскільки Ейвісон часто працював у цьому жанрі. Він окреслює ролі деяких інструментів, наприклад: «Таким чином, гобой найкраще виражає стиль Cantabile і може бути використаний у всіх частинах музичного твору, а особливо в тих, які є веселими і радісними».  
Цей нарис часто розглядають як суб'єктивний та суперечливий, головним чином через оцінки і критику інших композиторів. У січні 1753 року Вільям Гейс (англ. William Hayes) анонімно опублікував «Уваги до Нарису містера Ейвісона» (англ. Remarks on Mr. Avison’s Essay). Ці «Уваги» були навіть більш об’ємним, ніж рецензований Нарис. Ейвісон у свою чергу опублікував у лютому 1753 року «Відповідь автору Уваг до Нарису про музичну виразність» (англ. A Reply to the Author of Remarks on the Essay on Musical Expression).

### Музичні твори
Найвідоміші композиції Ейвісона — його концерти. За стилем вони схожі на концерти Джемініані. Деякі з концертів Чарльза Ейвісона засновані на творах Доменіко Скарлатті. Ейвісон також писав камерну музику. Його тріо-сонати побудовані на бароковий лад. Його пізніші камерні твори були створені під впливом Рамо і є клавірними п'єсами у супроводі флейти, скрипки та інших інструментів. Ейвісон також створив невелику кількість церковної музики, в тому числі ораторію «Рут».

#### Оркестрові
- Op. 2 Six Concertos (g, Bb, e, D, Bb, D)
- Two Concertos
- Op. 3 Six Concertos — With General Rules for Playing (D, e, g, Bb, D, G)
- Op. 4 Eight Concertos (d, A, D, g, Bb, G, D, c)
- Op. 6 Twelve Concertos (g, Bb, e, D, Bb, D, G, G, D, C, D, A)
- Op. 9 Twelve Concertos: Set 1: (G, D, A, g/G, C, e), Set 2: (Eb, Bb, c, F, A, D)
- Op. 10	Six Concertos (d, F, c, C, Eb, d)

#### Камерні
- Op. 1	VI Sonatas (chromatic dorian, g, g, dorian, e, D)
- Op. 5	Six Sonatas (G,C, Bb, Eb, G, A)
- Op. 7	Six Sonatas (G, g, Bb, d, a, A)
- Op. 8	Six Sonatas (A, C, D, Bb, g, G)

#### Інші
- Hast thou not forsaken us (verse anthem)
- Glory to God (Christmas Hymn/Sanctus)
- Ruth (oratorio) collab. Giardini
- Psalm LVII, chant, Cantico ecclesiastica

## Вплив
Ейвісон продовжив традицію італійського стилю, яку Франческо Джемініані приписував своїй популярності в Лондоні. Зокрема, у своїх Concerti Grossi він переніс техніку Джемініані, в якій оркестрові концерти будувались за зразком сонат композиторів старшого покоління. Його «Нарис музичної виразності» критикував Генделя, який був надзвичайно популярним у тогочасній Англії.  
З 1994 року Ансамбль Avison в Ньюкаслі виконує музику Чарльза Ейвісона на аутентичних інструментах того часу.  
Будівля Міської бібліотеки Ньюкасла, яка відкрилась 2009 року, названа на честь композитора. У бібліотеці зберігається архів Чарльза Ейвісона.  
У квітні 2014 року у Гейтсхеді була поставлена п'єса про Ейвісона, написана Сью Хедворт з Овінгтона. Цю п'єсу називали «п'єсою з живою музикою про найбільш нашого композитора».  